# Siedlęcin

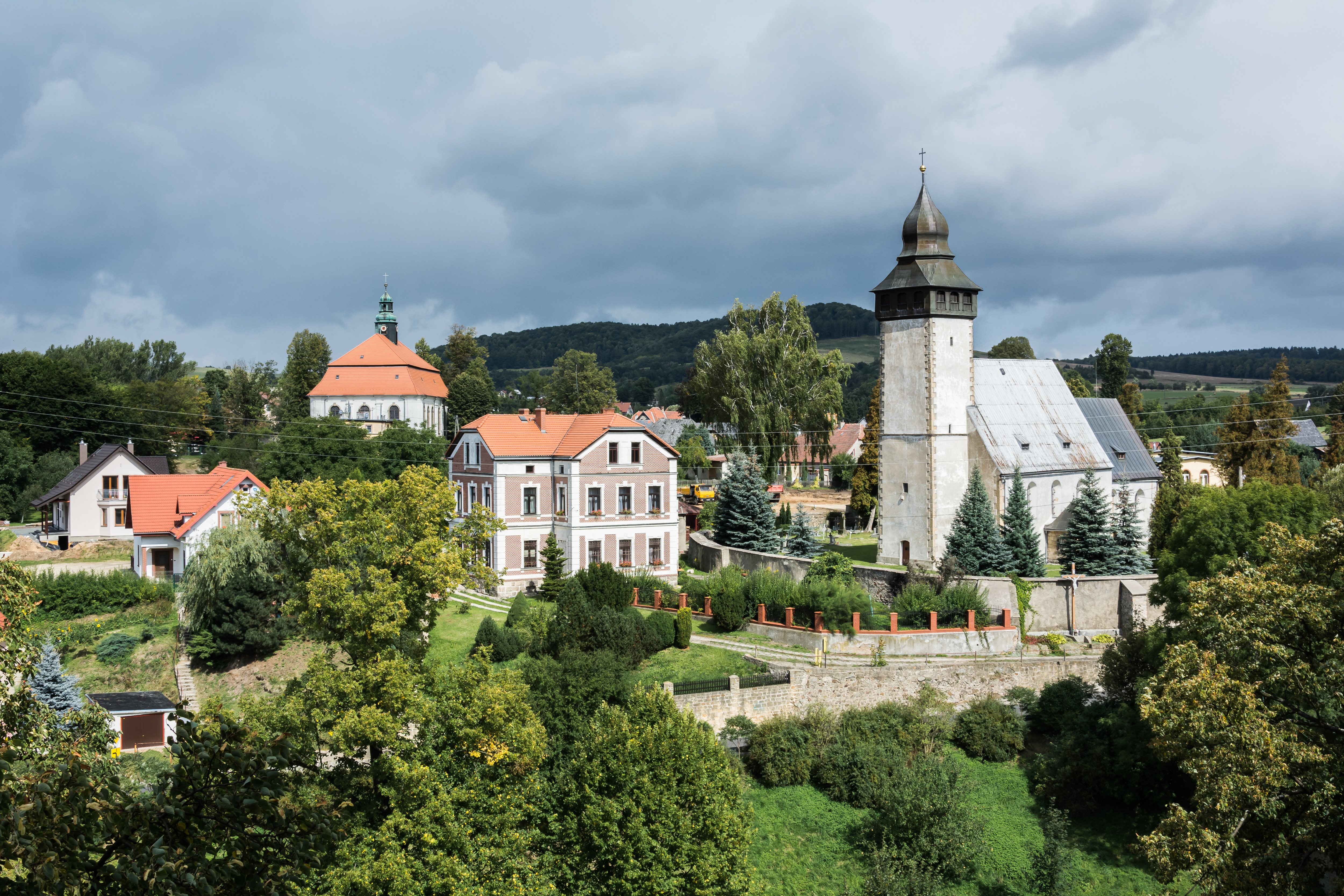
Siedlęcin mit Pfarrkirche St. Nikolaus

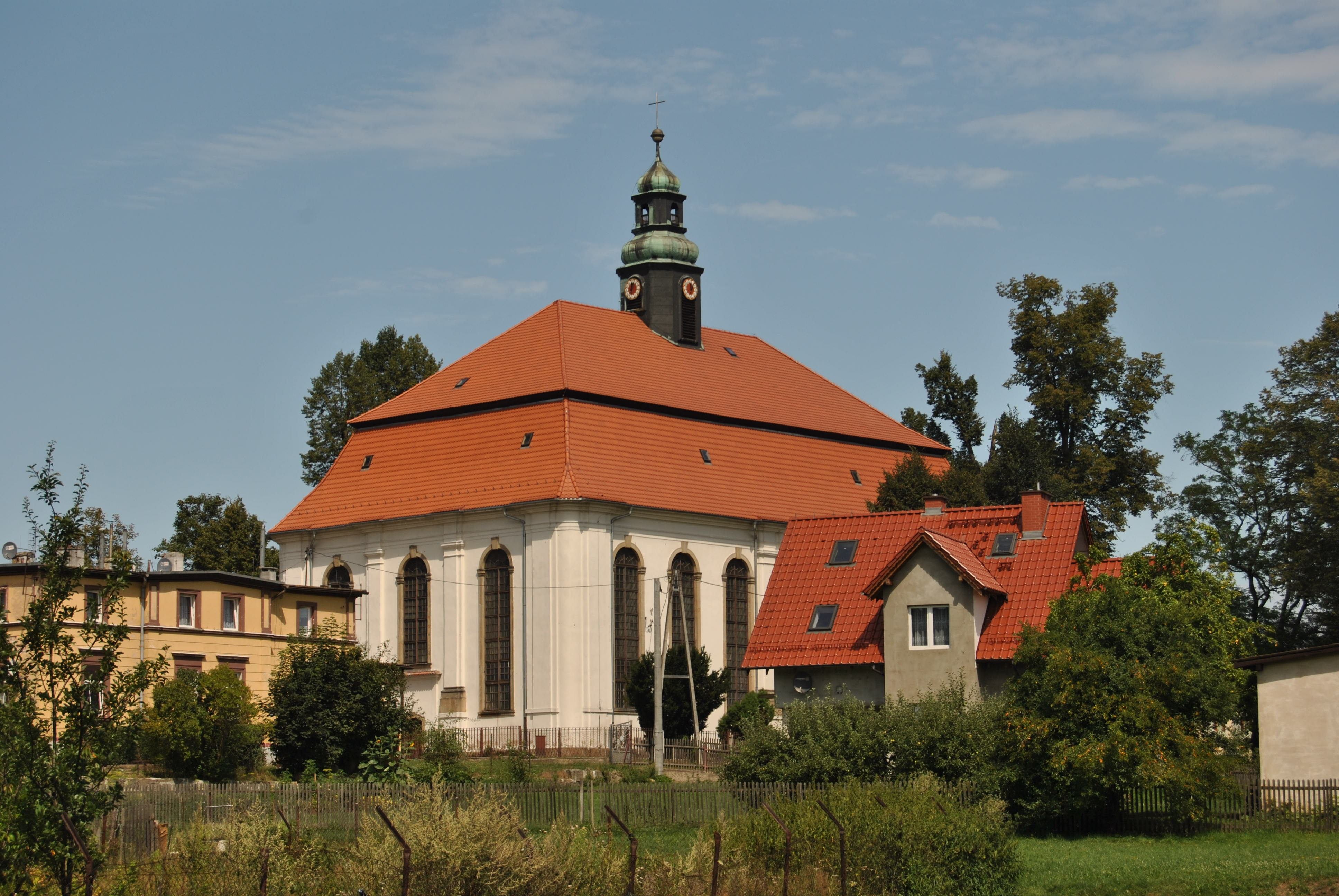
Ehemalige evangelische Pfarrkirche

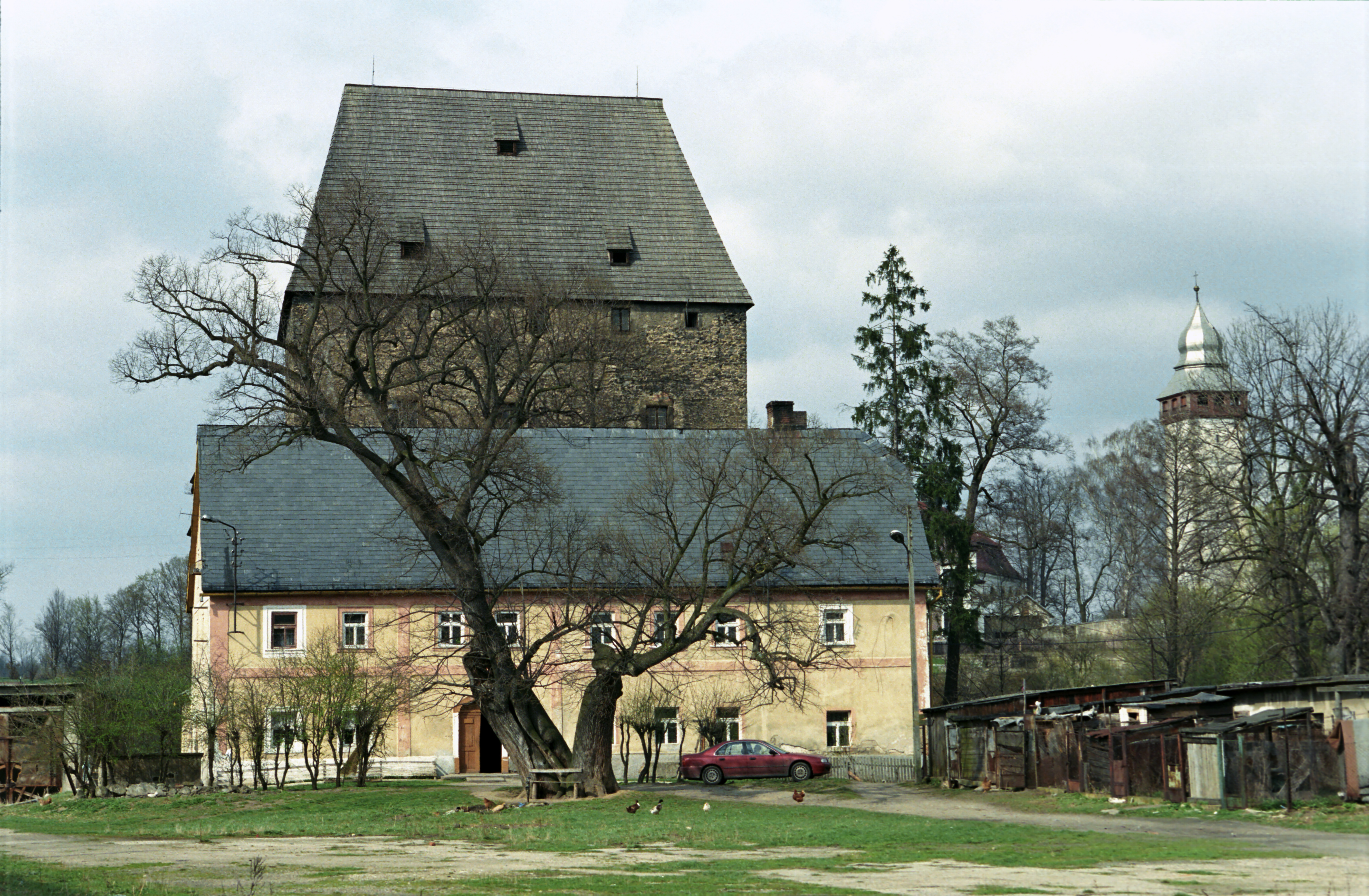
Der Wohnturm Boberröhrsdorf, im Hintergrund St. Nikolaus

Siedlęcin (deutsch Boberröhrsdorf) ist ein Dorf in der Landgemeinde Jeżów Sudecki im Powiat Jeleniogórski in Polen.

## Lage
Siedlęcin liegt am Bober zwischen dem Modre-See im Südosten und dem Wrzeszczyński-See im Westen, vier Kilometer nordwestlich von Jelenia Góra.

## Geschichte
Der Ort wurde 1305 als Rudgersdorf erstmals erwähnt. Weitere Namensformen waren: 1369 Rudigersdorff, 1668: Boberröhrsdorff, 1687 Bober Röhrsdorff und 1786 Bober-Röhrsdorf. 1313 oder 1314 wurde im Ort ein Wohnturm errichtet, entweder durch den Landesherrn Heinrich von Jauer oder durch die Lokatorenfamilie. 1354 verkaufte Agnes von Habsburg († 1392), Witwe Bolkos II., den Besitz an Hans von Redern, deren Familie das Gut bis Ende des 15. Jahrhunderts behielten. Nach verschiedenen Besitzwechseln gehörte das Gut von 1732 bis 1945 den Grafen Schaffgotsch aus dem benachbarten Bad Warmbrunn. Nach dem Ersten schlesischen Krieg fiel Boberröhrsdorf 1741/42 mit den größten Teil Schlesiens an Preußen.
1845 zählte Bober-Röhrsdorf in Besitz des Reichsgrafen von Schaffgotsch: Ein herrschaftliches Schloss, zwei Vorwerke mit fünf Häusern, 70 Einwohner (zwei katholisch); die eigentliche Gemeinde: Ein Privatvorwerk, 253 Häuser, 1452 Einwohner (68 katholisch), eine evangelische Pfarrkirche die 1741/42 in Holz erbaut wurde und von 1780 bis 1782 durch einen Neubau aus Stein ersetzt wurde, eingepfarrt: Bober-Röhrsdorf, Bober-Ullersdorf und die obere Hälfte von Tschischdorf; drei evangelische Schulen die 1742 mit der Kirche gegründet wurden, eine katholische Pfarrkirche, die vor 1653 evangelisch war, mit Widum, Wiese und Wald, mit der Kirche waren verbunden: Ober-Langenau und Tschischdorf, eine katholische Schule mit 1837 neu erbauten Schulhaus, eingepfarrt und eingeschult: Bober-Röhrsdorf und Bober-Ullersdorf; zwei Wassermühlen mit drei Einwohnern, eine Brauerei, eine Brandweinbrennerei, 51 Handwerker und zehn Händler. Zur Gemeinde gehörte des Weiteren:
1. die Baude oder Baudenschenke, 1/4 Meilen nördlich gelegen
2. ein Kalkofen, mit einem nördlich gelegenen Kalkbruch
3. der Kretscham zur halben Meile, südlich des Ortes gelegen

Von 1816 bis 1945 gehörte der Ort zum Landkreis Hirschberg. 1905 wurde die Schreibweise Boberröhrsdorf eingeführt. Nach dem Zweiten Weltkrieg kam das Dorf zu Polen. Die deutsche Bevölkerung wurde, soweit sie nicht schon vorher geflohen war, vertrieben. Im Jahre 1945 fanden zunächst die Namen Borowice, Bobrowice, Sobięcin Verwendung. Seit 1946 lautet die Ortsbezeichnung Siedlęcin. Zwischen 1975 und 1998 war das Dorf Teil der Woiwodschaft Jelenia Góra und gehört seither zur Woiwodschaft Niederschlesien.

## Bauwerke
- Die gotische Pfarrkirche St. Nikolaus aus dem 14. Jahrhundert, wurde in der Folgezeit mehrfach umgebaut. Während der niedrigere Chor kreuzrippengewölbt ist, schließt das Langhaus eine Holzdecke ab. Der Zwiebelturmhelm stammt aus dem Jahre 1915.
- Die spätbarocke, ehemals evangelische Bethauskirche ist heute die katholische Hilfskirche Maria Hilf. Sie ist ein Saalbau mit Mansarddach und Dachreiter, der 1780–1782 errichtet wurde.
- Der gotische Wohnturm Boberröhrsdorf ist der größte in Mitteleuropa. Er wurde für Herzog Heinrich I. von Jauer errichtet. Seine Erbauung wird auf die Jahre 1313/1314 datiert. 1354 erwarb Hans von Redern das Gut. 1443 wurde die Burganlage bis auf den Wohnturm zerstört, dieser anschließend um ein viertes Geschoss aufgestockt. Nach verschiedenen Besitzwechseln gehörte das Gut von 1732 bis 1945 den Grafen Schaffgotsch aus dem benachbarten Bad Warmbrunn. Im 18. Jahrhundert entstanden auf den Umfassungsmauern die Vorwerksgebäude. Kunsthistorisch bedeutend sind die 1880 entdeckten gotischen Wandmalereien im großen Saal im 3. Stockwerk des Wohnturms. Sie sind wohl um 1345/46 entstanden und wurden nach 1354 erweitert. Der Maler stammte aus dem Gebiet der heutigen Nordschweiz. Die Wandgemälde sind auch hinsichtlich ihres weltlichen Inhalts einzigartig, sie stellen Szenen aus der Artuslegende dar. Sie sind zudem die einzigen mittelalterlichen Malereien in Europa, die mit Lancelot einen Ritter der Tafelrunde zeigen.[2] Es finden sich aber auch Darstellungen religiösen Inhalts wie das himmlische Jerusalem am Gewölbe oder der heilige Christophorus, der Schutzherr aller Ritter und ein Vorbild der standhaften Treue gegenüber seinem Herrn Christus, also ein Vorbild eines guten Christen und Vasallen. Der Turm ist neben einer Furt durch den Bober am Weg von Prag nach Breslau entstanden und war ursprünglich von Befestigungen umgeben, die bis 1840 eingeebnet wurden. Während des Zweiten Weltkrieges wurden private Kunstgüter aus Berlin in verschiedene schlesische Schlösser ausgelagert, u. a. in den Wohnturm Boberröhrsdorf, wo sie nach Kriegsende von der Roten Armee beschlagnahmt und in die UdSSR verbracht wurden.

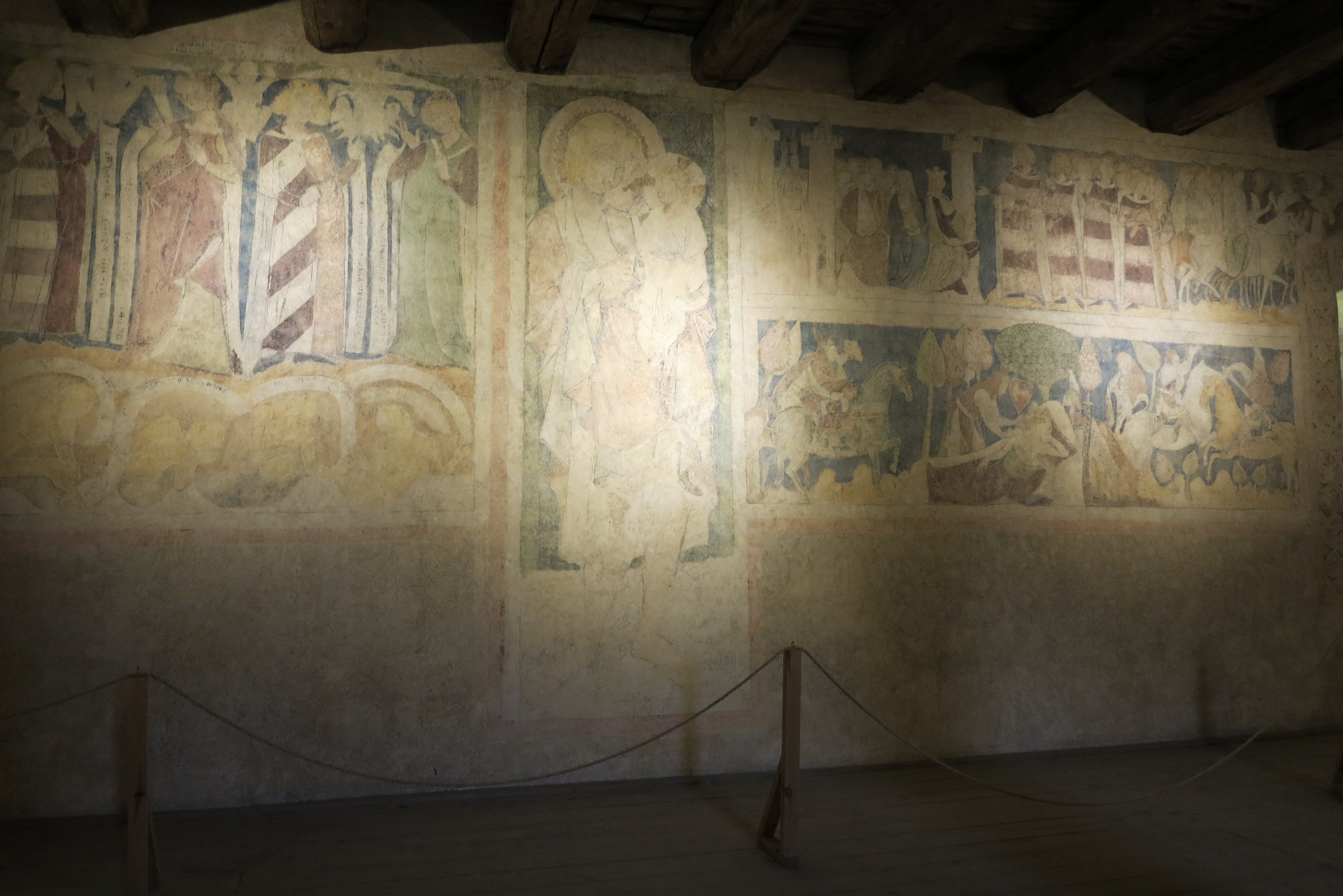
Mittelalterliche Wandmalerei im Wohnturm Siedlęcin

- Mittelalterliche Wandmalerei im Wohnturm Siedlęcin